# Juan Ignacio de los Ríos
Juan Ignacio de los Ríos fue un político peruano. 
Fue miembro del Congreso General Constituyente de 1827 por el departamento de Junín. Dicho congreso constituyente fue el que elaboró la segunda constitución política del país.